# Canol Road
 (août 2024).
Canol Road, dont le nom est le raccourci de Canadian Oil, est une route du Yukon au Canada. Désignée comme étant la Yukon Highway 6, elle était jusqu'en 1978 désignée comme la Yukon Highway 8. Elle fait partie du projet de construction d'une route et d'un pipeline entre Norman Wells (Territoires du Nord-Ouest) et Whitehorse (Yukon). Le pipeline n'existe plus, mais les 451 kilomètres (280 mi) de la route situés au Yukon sont toujours entretenus par le gouvernement territorial durant les mois d'été. La partie située aux Territoires du Nord-Ouest existe toujours et est appelée Canol Heritage Trail. Les deux étant inclus dans le Trans Canada Trail.
La Canol Road commence à Johnsons Crossing près du pont sur la rivière Teslin, à 126 kilomètres (78 mi) de Whitehorse, et se dirige vers la frontière des Territoires du Nord-Ouest. Elle rejoint la Robert Campbell Highway près de la rivière Ross où se trouve un bac à traille qui traverse la rivière Pelly et un ancien pont piétonnier, toujours utilisé, qui servait de support au pipeline.

## Histoire

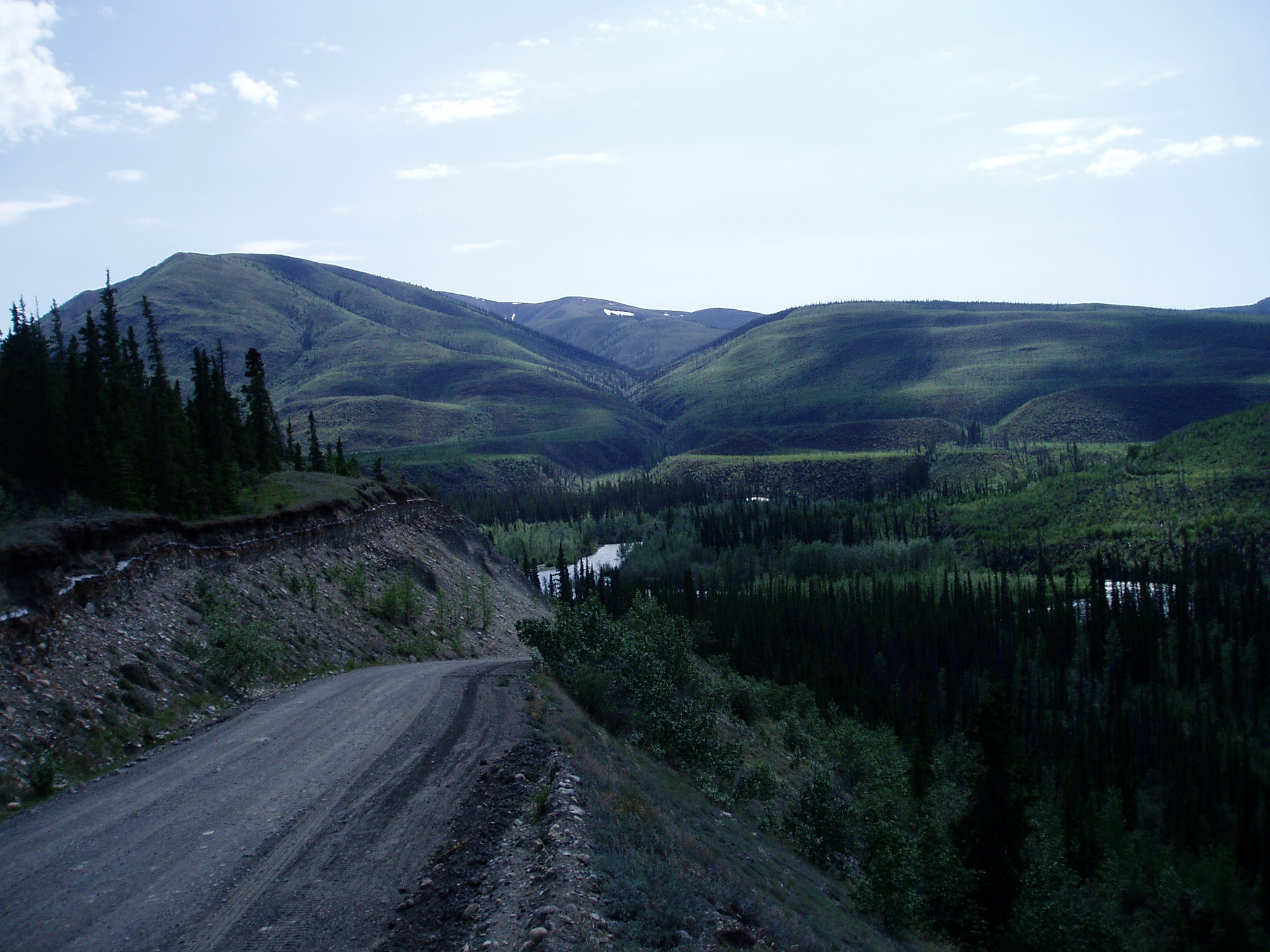
Canol Road vers la vallée de la Lapie River.

La construction et le développement de la route de l'Alaska ainsi que les pistes d'aérodromes créées dans le cadre de la Northwest Staging Route, nécessitaient de disposer d'un ravitaillement en carburant. D'où l'intérêt de la construction d'un pipeline depuis les champs pétrolifères de Norman Wells, qui irait jusqu'à Whitehorse. Des éléments sont alors acheminés depuis le Texas pour construire une raffinerie. Une route est aussi construite pour mener à bien ces travaux.
Au début, les efforts portent sur la construction du pipeline et de la route depuis Norman Wells, dans le nord-est de l'Alberta. Pour cela, l'utilisation de routes gelées, de rivières, de portages difficiles pour passer les rapides est au début envisagée avant d'être rapidement abandonnée. Finalement, la construction continue à la fois depuis Canol Camp, le long de la rivière Mackenzie, depuis Norman Wells, et Whitehorse. Les deux tronçons sont rejoints durant l'hiver 1942-1943, à la frontière du Yukon et des Territoires du Nord-Ouest, au voisinage des monts Mackenzie.
Le pétrole commence à couler en 1944, mais s'arrête en 1945, les installations n'ayant pas donné complète satisfaction, malgré l'adjonction de pipelines supplémentaires à la raffinerie de Whitehorse, fermée cette même année. Toutefois, quelques pipelines continuent à fonctionner jusqu'aux années 1990.
La raffinerie de Whitehorse est vendue en 1948 puis démantelée, tandis que le pipeline principal est à son tour supprimé.
La Canol Road survit toutefois au projet. Abandonnée en 1946-1947, les 241 kilomètres (150 mi) au sud rouvrent en 1958 pour relier Ross River à la route de l'Alaska. Les 209 kilomètres (130 mi) suivants, allant de Ross River à la frontière avec les Territoires du Nord-Ouest rouvrent en 1972 et sont utilisés pour l'exploitation des mines de barite, au nord de la partie située dans le Yukon.
La partie située dans les Territoires du Nord-Ouest n'est plus accessible en véhicule à moteur depuis 1980, à la suite de plusieurs inondations qui ont détruit les ponts, et n'est plus entretenue. 
Dans la partie qui passe au Yukon, la route est d'accès difficile, très ventée, sans aucun point de ravitaillement, avec des bas-côtés peu entretenus. Elle est surtout utilisée par les randonneurs et les adeptes du vélo tout-terrain.

## Villes et lieux traversés
- Johnsons Crossing
- Ross River